# Patrick Gallagher

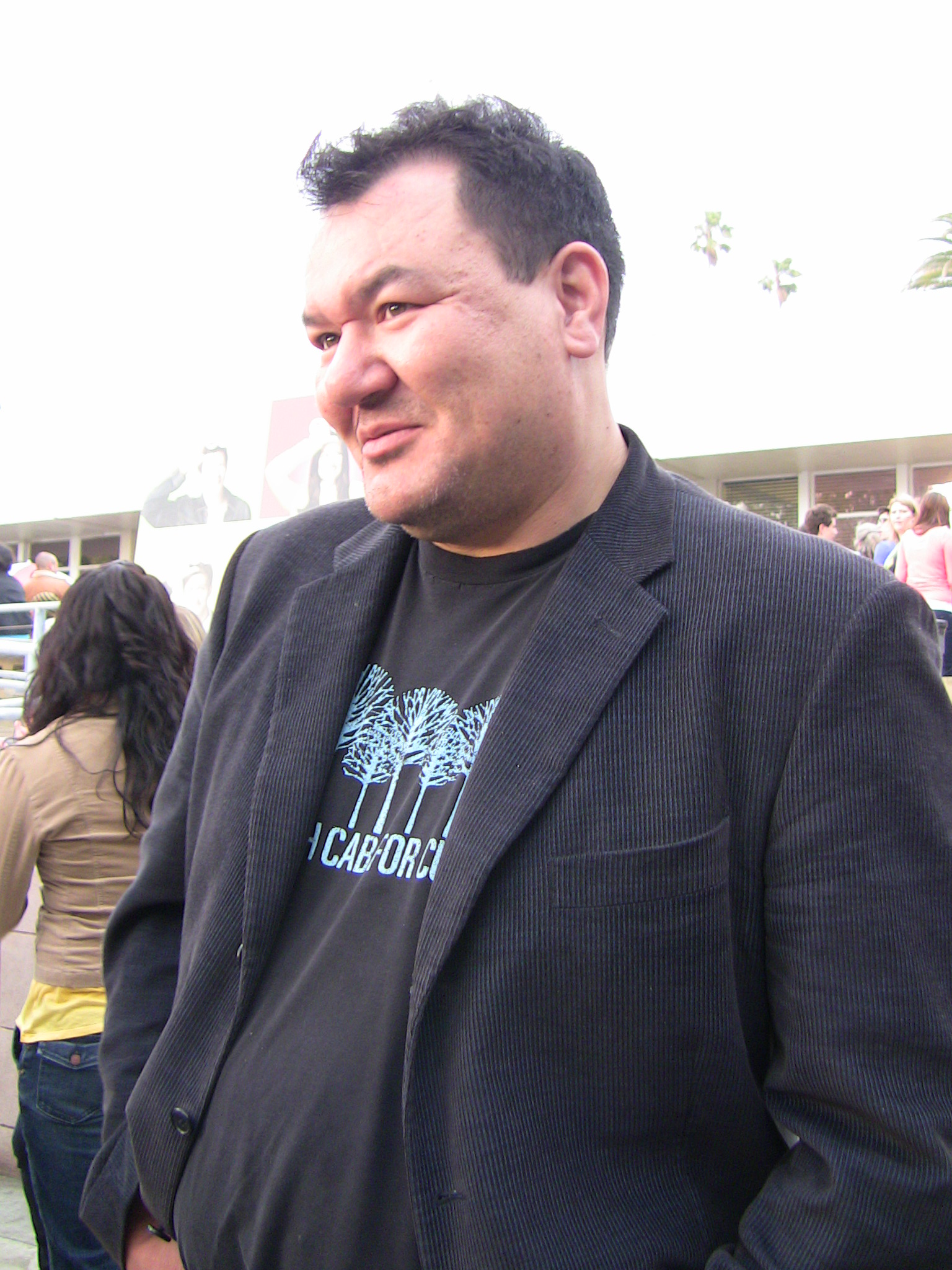
Patrick Gallagher (2009)

Patrick James Gallagher (* 21. Februar 1968 in New Westminster) ist ein kanadischer Schauspieler.
Patrick Gallagher hatte seine erste Rolle 1994 in der Pilotfolge der RoboCop-Serie. Neben Gastauftritten in verschiedenen kanadischen und amerikanischen Serien hat er auch längerfristige Neben- und Hauptrollen. Gallagher war auch in verschiedenen Filmen zu sehen, so u. a. 2003 in Master & Commander – Bis ans Ende der Welt. In der Filmreihe Nachts im Museum ist er als Attila, der Hunne zu sehen.
2009 und 2010 war Gallagher in der Musical-Comedy-Fernsehserie Glee als Football-Coach Ken Tanaka zu sehen, mit dem Ensemble erhielt er einen Screen Actors Guild Award.

## Filmografie (Auswahl)
- 1994: RoboCop (RoboCop: The Series, Fernsehserie, Folge 1x01)
- 1996: Der Kopfgeldjäger (Moving Target)
- 1998: Präsidententöchter küßt man nicht (My Date with the President's Daughter)
- 1999: Ärger mit dem Weihnachtsmann (Must Be Santa)
- 2001–2005: Da Vinci’s Inquest (Fernsehserie, 13 Folgen, verschiedene Rollen)
- 2002: Stargate – Kommando SG-1 (Stargate SG-1, Fernsehserie, Folge 6x06)
- 2003: Smallville (Fernsehserie, Folge 3x05)
- 2003: Master & Commander – Bis ans Ende der Welt (Master and Commander: The Far Side of the World)
- 2004: Walking Tall – Auf eigene Faust (Walking Tall)
- 2004: Sideways
- 2005: Battlestar Galactica (Fernsehserie, Folge 1x11)
- 2005: Severed – Forest of the Dead (Severed)
- 2005–2006: Da Vinci’s City Hall (Fernsehserie, Folge 1x01–1x13)
- 2006: Stargate Atlantis (Fernsehserie, Folge 2x19)
- 2006: Final Destination 3
- 2006: Nachts im Museum (Night at the Museum)
- 2008: The Line (Fernsehserie, Folge 1x01–1x07)
- 2008: Street Kings
- 2008–2009: True Blood (Fernsehserie, 4 Folgen)
- 2009: Nachts im Museum 2 (Night at the Museum: Battle of the Smithsonian)
- 2009–2010: Glee (Fernsehserie, 10 Folgen)
- 2010: Cold Case – Kein Opfer ist je vergessen (Cold Case, Fernsehserie, Folge 7x17)
- 2010: Entourage (Fernsehserie, Folge 7x07)
- 2010: Hawaii Five-0 (Fernsehserie, Folge 1x05)
- 2010: Shattered (Fernsehserie, Folge 1x02)
- 2010–2011: Men of a Certain Age (Fernsehserie, 5 Folgen)
- 2011: Endgame (Fernsehserie, 13 Folgen)
- 2014: Nachts im Museum: Das geheimnisvolle Grabmal (Night at the Museum: Secret of the Tomb)
- 2015: Heartland – Paradies für Pferde (Heartland, Fernsehserie, Folge 8x11)
- 2015: Navy CIS: L.A. (NCIS: Los Angeles, Fernsehserie, Folge 6x12)
- 2017: Downsizing
- 2019: Die unglaublichen Abenteuer von Bella (A Dog’s Way Home)
- 2019: Wayne (Webserie, 2 Folgen)[1]
- 2019: Captain Marvel
- 2020: The Christmas Chronicles: Teil zwei (The Christmas Chronicles: Part Two)
- 2021–2023: Joe Pickett (Fernsehserie, 20 Folgen)

## Auszeichnungen
- 2010: Screen Actors Guild Award für Glee in der Kategorie Bestes Schauspielensemble in einer Fernsehserie – Komödie